# René González (cantante)
René González (Toa Alta, Puerto Rico; 5 de Agosto de 1964) es un pastor, cantante, y compositor de música cristiana. Conocido por sus canciones como «Mi iglesia», «Quiero adorar», «El alfarero», «Yo sé que estás aquí», «La fe», «No digas no», «Después de la caída», entre otros. Cantantes como Benjamín Rivera, Tony Vega, Jaci Velásquez, entre otros, han interpretado temas escritos por él.
Ha estado nominado a los Premios Dove, Premios Paoli, participó en el Festival OTI y fue ganador en los Premios Tu Música como “Mejor Producción en música Religiosa” y ganador también del video del Año en Premios Arpa en México.
La canción, "yo sé que estás aquí" es de autoría de Nahum Rosario, René González solo la interpreta.

## Biografía
En 1964 en Toa Alta, un pueblo de la isla de Puerto Rico, nació René, el octavo hijo de once hermanos. Desde muy pequeño fue el niño enfermizo de la familia. Rodeado por sus problemas de salud, se encerraba por largas horas en su pequeño mundo: el de la música. Un día, en su juventud, Dios lo sanó de toda dolencia, transformando aquel débil pequeño en un gran hombre de Dios que ama restaurar las almas con una simple mirada de misericordia y una caricia en sus palabras.
Respaldado por su familia, Damaris su esposa, su hijo René Antoinelle y sus hijas Darinés y Dariann, René lidera un numeroso grupo de jóvenes en su iglesia de Puerto Rico. Combina su responsabilidad como pastor de jóvenes con la ardua vida de un artista musical.

## Carrera musical
En su trayectoria, posee más de 20 álbumes, participaciones en producciones importantes de música cristiana, además, González ha recibido varios premios y reconocimientos internacionales, entre ellos, nominación al Dove Award por el álbum del año en español; tercer lugar en el festival de música sacra Arpa de Oro en 1987. Participó en el Festival OTI en Puerto Rico en 1991 y obtuvo el galardón como mejor producción en música religiosa durante los premios Tu Música.
En 1998, René grabó Entraré A Jerusalén bajo Hosanna! Music como la versión español de Shalom Jerusalem de Paul Wilbur. Este álbum fue nominado como álbum en español del año en los Premios Dove de 1999.
En 2003, fue invitado a la Casa Blanca a cantar durante el Desayuno Nacional de Oración que ofreció el presidente George W. Bush. Posteriormente su producción El poder está en ti fue escogida como una de las más sobresalientes del año por la Fundación Nacional para la Cultura Popular. A esta distinción le siguió el lanzamiento de un nuevo proyecto discográfico cristiano titulado El Trío, en el cual el cantautor compartió créditos con Marcos Vidal y Roberto Orellana.
En 2006, hizo una gira de conciertos para la promoción de su álbum Otra Década, secuela de su álbum Década de 1999. En 2009, su álbum Pa' que mi pueblo cante sería nominado en dos categorías de Premios Arpa. Sus últimas producciones discográficas son Mi Vida en 2011, Mi Dios En El Caribe en 2014 y Libertad en 2017.
En 2021, René fue sometido a una operación por una caída, teniendo un periodo largo de recuperación. Al cierre de este año, luego de salir airoso de este proceso, junto a Samuel Hernández se unirían en un concierto titulado Vivo, ⁣ donde además presentarán al público el primer tema que graban juntos titulado «Pronto acaba este proceso».

## Discografía
- No Te Rindas (1989)
- No Te Apartes De Mí (1990)
- No Finjas (1991)
- Quiero Adorar (1993)
- Nada Es Imposible (1995)
- Entraré A Jerusalén (1998)
- Década (1999)
- Paz En La Tierra (2000)
- El Poder Está En Ti (2002)
- El Trío (con Marcos Vidal y Roberto Orellana) (2003)
- En Vivo Desde Chicago (2004)
- Mi Señor Y Yo (2006)
- Pa' Que Mi Pueblo Cante (2007)
- Otra Década (2009)
- Mi Vida (2011)
- Mi Dios En El Caribe (2014)
- Libertad (2017)
- Vivo (2023)

## Premios y reconocimientos

### Premios Dove
| Año  | Categoría                  | Trabajo nominado    | Resultado | Ref. |
| ---- | -------------------------- | ------------------- | --------- | ---- |
| 1999 | Álbum cristiano en español | Entraré a Jerusalén | Nominado  |      |
| 2001 | Álbum cristiano en español | Paz en la Tierra    | Nominado  |      |
| 2004 | Álbum cristiano en español | El Poder está en Ti | Nominado  |      |

### Premios Arpa
| Año  | Categoría                           | Trabajo nominado                                  | Resultado | Ref.   |
| ---- | ----------------------------------- | ------------------------------------------------- | --------- | ------ |
| 2003 | Mejor álbum vocal masculino         | El Poder está en Ti                               | Nominado  | [ 21 ] |
| 2003 | Álbum del año                       | El Poder está en Ti                               | Nominado  | [ 21 ] |
| 2004 | Canción del año                     | «El Sándalo»                                      | Nominado  | [ 22 ] |
| 2004 | Álbum del año                       | El Trío (junto a Roberto Orellana y Marcos Vidal) | Nominado  | [ 22 ] |
| 2004 | Mejor vídeo del año                 | «No digas no»                                     | Ganador   | [ 22 ] |
| 2009 | Mejor álbum vocal masculino         | Pa' que mi pueblo cante                           | Nominado  | [ 23 ] |
| 2009 | Álbum de música regional o tropical | Pa' que mi pueblo cante                           | Nominado  | [ 23 ] |